# Exposition spécialisée de 1982
 (mars 2017).
Si vous disposez d'ouvrages ou d'articles de référence ou si vous connaissez des sites web de qualité traitant du thème abordé ici, merci de compléter l'article en donnant les références utiles à sa vérifiabilité et en les liant à la section « Notes et références ».
L’Exposition internationale de Knoxville est une exposition spécialisée reconnue par le Bureau international des expositions qui s’est tenue, du 1er mai au 31 octobre 1982 à Knoxville, aux États-Unis, sur un site localisé entre downtown Knoxville et l’université du Tennessee. Le thème en était « L’Energie qui transforme le monde ». Elle accueillit plus de 11 millions de visiteurs sur le World’s Fair Park , où, pour l’occasion, fut construite la Sunsphere.